# 太田實 (実業家)
太田 實（おおた みのる、1858年10月26日（安政5年9月20日）- 1918年（大正7年）11月20日）は、明治の内務官僚、第2代本所区長、第一回、二回衆議院議員、実業家、浅草公園水族館の設立者。

## 生涯

### 生い立ち
幕末の安政5年（1858年）、淡路国津名郡久留麻村（町村制後：来馬村、現：兵庫県淡路市久留麻）に生まれる。祖父・利右衛門の時、徳島藩主蜂須賀家に功があり士族に取り立てられ太田氏を賜った。旧姓は山田氏であった。傍ら、酒造を業とし柿屋と号した。10歳で藩校に入ったが、藩府内の俊秀少年5人を選び修学を命ずるにあたり、その一人に選ばれた。わずか12歳で洲本の学問所に入った。13歳のとき、徳島城内の藩校舎に入り蘭人ドングルに就きドイツ語を学んだ。すでに家(柿屋)は店を閉じ廃業していた。たまたま、藩学務係長の山田楽氏が實の志に感じ時々学資を与えて助けた。県が新たに期成学校を起こすと直ちにこれに入学し、在学4年で全学科を卒業して郷に帰ったが、しばらくして洲本師範学校の教員に推挙された。父の旧故知人が實が成長し学をなしたと聞き柿屋再興の事を謀ろうとして、頼母子講を設け若干の金を出し合って家を継がせようと教員を辞めて家に帰ることを勧めた。實は表向きには人々の厚意に感謝を示していたが、心ひそかにこのことをいさぎよしとせず、ある事にかこつけて日を延ばしていた。が、ついに、どうにも断れなくなったので、飄然と去って東京に脱出した。
出京時の行李の中はさびしく、ただ数冊の書と1～2の弊衣(粗末な衣服)のほかには何もなかった。そして新橋停車場に着いたときには財布の中にはわずか三十余銭を余すだけであった。かろうじて縁故をたずねてその食客となり飢えと寒さを免れた。そこで第2大区学務主任の書記にならないかと勧める人がいて、悦んで承諾し日々精励すること一年と半年を過ごした。

### 小笠原諸島実況
1876年（明治9年）3月、小笠原島の日本統治が各国に通告された。それに伴い小笠原諸島は内務省の直轄とされ、出張所を新設することになった。これを聞き及んで、實はその建築工事の請負を申請し許可を得た。それで大工および人夫4～50人を募り、木材を調達し役人に従い定期船「社寮丸」で横浜を発った。父島の二見港に入港し、直ちに木材を筏に組み、翌日に荷揚げせんとし、夜筏上に座して夜明けを待っていたところ、たまたま風波が俄かに起こり、ついに木材の過半を流失してしまった。僅かに残材を集めて陸に揚げ、建築を始めたが材木欠乏のため前もって期待していたとおりにはいかず、事業を他人に譲って自己は出張所の雇員となった。父島から距離28海里のところには母島があり、そこにドイツ人ロルフス（ロース）なる一家が移住しており帰化を希望していた。手漕ぎの小船で、荒波を乗り越え母島に渡った。ロースは喜び大いに歓待した。實は数十日間そこに留まり、諸群島を巡遊した。その際多くの鯨を見た。そしてロースがその利益が大だと云うのを聞き、小笠原群島は耕耘牧畜の地ではなく、その利益は漁業にあることを悟る。帰京後、漁鯨（捕鯨）のことを遊説したが、人は皆、新しがり屋のすることだと言い、誰も応じなかった。
しかし、この見聞が實が生涯を通して、水産業殖産(大日本水産会幹事、水産伝習所創立監事、浅草公園水族館の設立など)に力を注いでいく源となったと言える。
翌12年3月13日「豊島丸」にて帰京し、小笠原諸島での見聞を『東京日日新聞』に4月9日から25日までに10回にわたり「小笠原島実況」として寄稿した。当年20歳であった。

### 大日本水産会創立
一方、この間、太田實は小笠原諸島で見聞した水産資源の魅力を忘れがたく、日本の水産事業の拡張が必至と察し、書を内閣諸公に呈し農務省に水産の一局を設置すべきと建議している。
明治14年12月13日には品川弥二郎ほか23名の賛同者代表（小花作助、内村鑑三、関沢明清、田中芳男、松原新之助など）が一堂に会し、「大日本水産会」結成に向けて協議会を開いた。この会で規則確定委員10名を選挙で選んだが、太田實が23票でトップ当選した。翌明治15年2月12日、大日本水産会創立総会が行われた。
明治19年1月同志と協議して水産共進会を上野公園に開く。その委員となり、小松宮親王の台命を奉じて、各地の実業家と協同して水産会の活動に貢献する。また、水産伝習所を創設すべく、その監理の任を担う。
明治21年11月21日には、本所区長として柳谷農商務書記官と共に水産伝習所を木挽町厚生会館内に新設すべく発起す。そして大日本水産会会員として、金20円也を寄付する。明治30年には、水産功績により表彰されている。

### 明治日報創刊と忠愛主義
明治14年7月1日、丸山作楽などと「忠愛社」を創立し『明治日報』を発刊してその主幹を務めた。『明治日報』は専ら政府弁護の衝に立ち急そう過激の議に抗する保守的立場をとっていた。いわゆる政府御用新聞と見做されていた。その忠愛社の主旨を全国に知らしめるため、太田實と根津千引の二人で忠愛社社員として、明治15年1月30日から4月10日の長期にわたり、東海道、南海道（静岡、名古屋、大阪等）を巡遊した。巡遊中、いたるところで軽進急操の不可なることを説いて大いに急進過激派の輩をいましめ、同時に忠愛社の主旨に賛同を得るべく活動した。この間、明治14年に大詔渙発して国会開設の期が定まって以来、自由党結成を皮切りに政党結成の機運が高まりつつあった。忠愛社代表の丸山作楽は、福地源一郎、水野虎次郎などと諮り明治15年3月18日「立憲帝政党」を結成した。立憲帝政党の主義綱領は、忠愛社の主旨に基づいているが、巡遊を通して民権への流れは抗しがたいと悟ったのか、太田實は別に見るところありとして、これに加わらず独立単行することになる。明治15年6月まで『明治日報』の主幹を務めたが、やがて再び官僚に戻ることになる。

### 内務官僚を経て本所区長
小笠原島より帰京した後、明治12年12月20日には太政官に出仕して海軍省の属員となったが、幾ばくもなくして、『明治日報』の主幹として勧誘され、明治14年5月31日で太政官を辞した。
明治15年、明治日報を去って後、再び官僚として、明治16年1月17日、内務省准奏任御用掛被仰付衛生局勤務となり、同局報告課副課長を経て同12月衛生局統計課長を務める。同年、医師後藤新平が衛生局に採用され、同輩として勤務している。明治18年6月には衛生局第三部報告課長を務めている。翌19年8月25日に東京府本所区長となる。
区長として、主として教育の普及を企図し、各種学校施設の新増築を推進した。すなわち、有志の協賛によって江東幼稚園を新築し、また中和小学校をはじめ明徳本所などの諸学校を増築し、さらに中和・明徳の両校に附属幼稚園を設けるなどを行った。あるいは、貧民の就学困難な子弟を教育するため、百方周旋し同志1200名と共同出資により「教育義社」を興した。区長在職中力を教育に用いたこと最も顕著であった。
さらに、同区有志の医師に協力して「種痘義社」なるものを新設し無料にて区民に種痘を勧奨した。そのほか、区内の有志から1万3千余円の寄付金を集め公会堂を新設し公共の便に供した。明治19年11月27日に従七位に叙せられる。
さらに、明治22年には交通往来の便を図るため、千葉県有志が企業を断念し廃絶していた総武鉄道事業を喚起した。
同年5月に市制が施行され、いったん区長を非職したが、6月改めて東京市本所区長（2代目）に選任された。いよいよ国会開設の日が迫ってきた明治23年1月、本所区長を依願辞任する。本所区小学生徒子女一千人がその功績を後昆に伝える記念として、松梅樹を校庭に植え、頌徳文を誦した。同年1月に東京株式取引所肝煎に就任（明治23年1月～25年1月の2期務める）。2月には、本所区会議員の議長に推される。

### 衆議院議員として
太田は明治23年7月1日に行われた第1回衆議院議員総選挙において、東京第五区（本所、深川区）より立候補し当選した。第五区は、本所の多数が太田實を推し、深川からは、財界の大物、渋沢栄一を推薦していたが、もっとも渋沢は、立候補は望んでいなかった。にもかかわらず、深川の有志たちは本所に負けたくないと渋澤を信じて氏に投票した。結果は、太田 156票、渋沢 94票、その他 2票で、太田が当選した。政党は、政府系の大成会に所属した。
第2回衆議院議員総選挙は、明治25年2月15日に行われたが、このときも、やはり本所対深川の争いは厳しく、深川からは、奥三郎兵衛が出馬したが、紛議あって渋沢栄一の仲介もあり、奥は競争を控える旨公言した。その結果、太田 82票、奥 54票、桐原 27票、武藤 13票で、太田が第二回も当選した。
第三回総選挙は、さすがに深川側は引かず、再び奥三郎兵衛を立てて、互いに壮士を繰り出す激しい闘いとなった。結果は、奥 133票、太田 92票、その他 1票、棄権 48票で、太田は落選した。
太田は、一貫して政府系の政党に属し、明治25年6月西郷従道や品川弥二郎などが国民協会を組織するや東京府からの創立委員として選ばれ会計係を務める。議会においては、第三回帝国議会の衆議院予算委員として、また第四回衆議院取引法案委員として、その数多くの発言が速記録に残されている。
明治31年8月の第四回総選挙では、他候補の独走を見て、太田は立候補を断念し、これで政界での活動をあきらめ実業の道一筋へと進んだ。未だ41歳であった。

### 実業家として
第一回衆議院議員に当選する前後から、渋沢栄一に目が留まったのか東京商業会議所の肝煎（明治23年1月～25年1月）に推され、その後も明治27年まで会員を務めた。
さらに、明治26年9月には、房総鉄道会社の再建後の初代社長に推されている。
政界を去ってからは、本人が起業し社長として経営した浅草公園の「株式会社水族館」と大阪難波の「株式会社日本水族館」のほかに、明治32年11月設立の枝下疏水開発株式会社の取締役を3年間務めている。
彼の振る舞いを総じて振り返ってみると、若くて積極的な行動エネルギーは大いに感じるところであるが、財力に乏しいわりには、思考は繊細にして保守的であったように窺える。いろんな会合での役回りから判断しても、能吏としての才は自他共に認めるところであったかに思われる。
晩年は、結核をわずらい本妻と息子を東京にのこして、かねてより、選挙資金の援助なども得ていたと思われる兵庫県舞子の料理旅館、左海屋で静養していたが、大正7年11月20日没す。満60歳であった。

### 常設の私設水族館の設立
日本の水族館の歴史については鈴木克美の書物に詳しいが、明治15年の上野にできた「観魚室（ウオノゾキ）」以来、明治30年までは、非常に「ささやかな」なものであった。水の濾過循環設備を備えた本格的な本邦最初の「水族館」が明治30年の第二回水産博覧会で、神戸の和田岬に設けられた。博覧会の附属設備であったので、一時的な施設であったが、これが日本で初めて「水族館」と名乗った施設であった。展示のための魚の大半は、東京大学三崎臨海実験所の名物採集人、青木熊吉が集めたものを神戸まで運んだもので、大変な人気を呼び、大勢の観客が押し寄せたとある。
小笠原諸島で水産事業の将来性を実感し、大日本水産会の幹事のひとりとして活躍してきた太田實は、かねてより、何か水産業に関する事業に携わることができないかと考えていた。千島全地の海産物を扱う「北洋合資会社」なる会社も設立していたが、うまく軌道に乗らなかった。そのようなとき、この和田岬の「水族館」の集客力のすごさをみた太田は、これは興行としてもきわめて魅力的で、企業化が可能だと考えた。
そこで、明治32年1月に資本金3万円で「株式会社水族館」を設立し、大日本水産会創立時のメンバーのひとり、中尾直治などの協力も得て、浅草公園四区の観工場共栄館を改造し、同年10月11日に教育参考館としてオープンした。建坪十八坪の館内大小11の水槽に百十一種の魚類を千葉県富津沖から海水を運んで飼育していた。料金は大人五銭、子供三銭であった。私設の水族館としては、本邦二番目であるが、常設の循環式水族館としては最初であった。現在、「浅草公園水族館」と称され、明治18年に浅草六区に開設されたものと区別されている。
この水族館は太田の目論見どおり、当初大評判となり多くの観客を集めた。オープンの翌月25日には、日本最初の水族館解説書『東京名物浅草公園水族館案内』（出版:瞰海堂、発行人:藤野富之助）が出版されている。これに気をよくしたのか、明治33年8月には、大阪難波新地に資本金4万円で「株式会社日本水族館」を設立し、翌年1月6日に「日本水族館」を開業している。その盛会なる開業式については、明治34年1月7日の『大阪朝日新聞』で報じられている。その3日後の同紙の『水族館を観る」という紹介記事には、水族館の効用として、単なる娯楽的効用のみならず、子供たちへの知識教育や学者の研究にも参考になり、喜ぶべきだと結んでいる。この記事と同様に、浅草公園水族館に対しても、オープンの翌年に、水族館の中を子供向けに紹介した『少年教育水族館』なる書物が発行されており、太田が意図した啓蒙的、教育的役割をも果たしていた。
当初は大盛況で年々十二割内外と云う本邦株式会社開闢以来の新レコードをつくった際物営業と内外羨望の的となったほどのものだが、この盛況も長くは続かなかった。浅草公園水族館の三年目には、開業三周年を記念して福引で景品などの企画で、未だ賑わっていたが、大戦後（日露戦争）一時に活動写真その他各種の興行が発生した。明治36年10月に日本最初の映画常設館、電気館が浅草六区に開業してから、明治40年1月活動写真常設館の美音館、同4月三友館とつぎつぎと六区に活動写真館が開業して、客足は六区に流れていった。そこで、明治38年頃には、健康上のこともあり、實は社長を退いていた。
そして、ついに他人の手に渡るときが訪れた。明治43年11月22日の『夕刊やまと新聞』の「水族館の売物（末路を憐れむは）」なる見出しの記事には、
「浅草公園の株式会社水族館は維持困難なるため、12日の臨時株式総会において、ある時期を見て同館を売却する事に決し、これを重役に一任する事となりたり。（中略）もしその目的通りの購入者あらざるときは、結局大株主にしてまた同館に数円の貸し付けある根津嘉一郎氏の手に流れ込むべしと云う。」とある。
さらに、大正2年には経営が代わり、水難救済会の村田虎太郎が取締役兼社長となり、二階に演芸場をつくって客寄せに努めた。さらに、大正12年の関東大震災から復興した後も水族館は存続し、昭和4年7月には、エノケンがこの水族館の二階で軽演劇団のカジノ・フォーリーを結成した。「おりしも、同年12月12日から始まった川端康成の朝日新聞連載小説『浅草紅団』が、カジノ・フォーリーと浅草公園水族館の名を一躍、全国的に有名にした。」と鈴木克美の『水族館』に記されている。その他、川端康成の『水族館の踊り子』、『浅草の姉妹』や、高見順の編集になる小冊子『浅草』（1955年）など多くの人たちに親しまれてきた。そして、現在では、世界中から珍しい魚を数多く集め、あらゆる近代技術を用いたディスプレイ・テクニックを駆使して、観客をあっと驚かせたり、癒せたりする水族館が、日本中いたるところにつくられている。浅草公園水族館はその嚆矢と言える。

## 略歴
- 1858年 （安政5年）徳島藩淡路国津名郡車馬村二百八十番地に生まれる。
- 1869年 （明治2年）10歳にして藩学校に入る。12歳のとき洲本学問所に入る。
- 1871年 （明治4年）13歳にして蘭人ドングルに就きドイツ語を学ぶ。県が期成学校を起こすと直ちにこれに入学する。
- 1875年 （明治8年）期成学校を卒業。洲本師範学校の教員に推挙される。
- 1876年 （明治9年） 上京し、第2大区学務主任の書記を勤める。
- 1878年 （明治11年）定期船「社寮丸」に乗船、等外1等として、小笠原二見港に入港す。諸島に4ヶ月滞在し、翌年「豊島丸」にて帰京す。
- 1879年 （明治12年）東京日日新聞に、10回にわたり『小笠原島実況』として見聞を寄稿す。
- 1880年 （明治13年）太政官に出仕す。海軍省の属員となったが、翌年依願退職す。
- 1881年 （明治14年）丸山作楽等と忠愛社を創立し、『明治日報』を発刊して、その主幹を務める。京橋区宗十郎二十番地へ転居。品川弥二郎ほか賛同者代表が一堂に会し、大日本水産会創立協議[20]を開き、規定確定委員10名を選挙し、太田實が23票でトップ。
- 1882年 （明治15年）忠愛社員として、根岸千引と二人で、東海道、南海道を巡遊し、同志を募る。丸山ら「立憲帝政党」[21]を結成するも、太田實これに加わらず。
- 1883年 （明治16年）内務省准奏任御用掛被仰付衛生局勤務。同局報告課副課長。多喜益恒[22]・きみの長女 クンと婚姻。内務省衛生局統計課長。
- 1885年 （明治18年）内務省衛生局第三部報告課長。
- 1886年 （明治19年）同志と協議し水産共進会を上野公園地に開く。水産伝習所を創設して、その監理を務める。東京府本所区長に任ず（叙高等官五等-内閣発令）。長男 資成 誕生。叙七位に叙せられる。
- 1888年 （明治21年）木挽町厚生会館内に水産伝習所を新設。伝習所設立に賛同し、大日本水産会会員として、金20円也を寄付する。
- 1889年 （明治22年）市制施行につき、東京市本所区長選任される（東京市参事会発令）。
- 1890年 （明治23年）本所区長依願辞任。東京株式取引所肝煎に選ばれる（2期務める）。本所区会議員議長に推される。第一回衆議院議員選挙で東京五区（本所区、深川区）から立候補し当選。
- 1891年 （明治24年）大日本水産会幹事（～明治28年）。東京商業会議所会員に当選。
- 1892年 （明治25年）実業者相談会委員に当選。第二回衆議院議員選挙で東京五区より当選。国民協会設立に際し、東京代表の創立委員となり、会計係に選ばれる。
- 1893年 （明治26年）改組後の房総鉄道の初代社長に就任。
- 1894年 （明治27年）第三回衆議院議員選挙で東京五区より立候補し、奥三郎兵衛に敗れ落選。清国より帰途長州に立ち寄り、蜂須賀茂韶公の仲介で井上馨公に面会する。
- 1895年 （明治28年）河村隆美、河東徳三らによる房総鉄道の株の買占めにより、社長の座を追われた。
- 1896年 （明治29年）父 秀雄 死去。二男 源次 誕生。
- 1897年 （明治30年）水産功績により表彰される。
- 1898年 （明治31年）三男 秀三 誕生。東京高等蚕糸学校卒業、郡是製糸株式会社（京都府何鹿郡綾部町）に入社、昭和28年1月死去。
- 1899年 （明治32年）株式会社水族館（資本金3万円）設立、浅草四区に常設の「浅草公園水族館」を開設。
- 1901年 （明治34年）大阪難波新地に「日本水族館」を開業。
- 1910年 （明治43年）長男 資成 死去。「名物の水族館、経営不振で売りにでる」（夕刊やまと新聞）。
- 1918年 （大正7年）死去。

## 栄典
- 1886年（明治19年）11月27日 - 従七位[23]